# Vuurbuiksalamander
De vuurbuiksalamander of Japanse vuurbuiksalamander (Cynops pyrrhogaster) is een salamandersoort uit de familie echte salamanders (Salamandridae). Deze soort werd oorspronkelijk wetenschappelijk beschreven door Heinrich Boie in 1826 als Molge pyrrhogaster.

## Verspreiding en habitat
De soort is endemisch in Japan, waar ze voorkomt op Honshu, Shikoku, Kyushu en andere kleinere eilanden, in graslanden en bossen. De larven ontwikkelen zich in poelen, beekjes en rivieren en rijstvelden. De soort is vrij algemeen verspreid. De buik is donkerrood met variabele donkere vlekken. Op basis van regionale verschillen worden verschillende deelsoorten of rassen onderscheiden, zoals het Hiroshima-ras, het Atsumi-ras en het Sasayama-ras (Cynops pyrrhogaster sasayame).

## Uiterlijke kenmerken
De mannetjes zijn kleiner dan de vrouwtjes; die van het Hiroshima-ras worden gemiddeld 86,5 mm lang en de vrouwtjes 104 mm.